# Pseudoleskeella
Pseudoleskeella là một chi rêu trong họ Leskeaceae.